# جودیت لایستر
جودیت جین لایستر (همچنین Leijster) (ژوئیه ۲۸، ۱۶۰۹– فوریه ۱۰، ۱۶۶۰) نقاش دوران طلایی هلند بود. سبک نقاشی او اشیا بی جان، زندگی روزمره و پرتره بود.
همه آثار او به فرانس هالس یا به شوهرش، جان مینسل مولانیر نسبت داده شد تا زمانی که در سال ۱۸۹۳، هافستد د گروت اول، هفت نقاشی را تعلق به لایستر دانست، که شش تن از آن‌ها با طنز امضا شده بود. این اتفاق به خاطر این بود که پس از مرگ لایستر بسیای از کارهایش به نام همسر او ثبت شده‌اند.

## زندگی‌نامه
لایستر در هارلم متولد شد، او فرزند هشتم جان ویلمزز لایستر، یک آبجو ساز محلی بود. در حالی که جزئیات آموزش او نامشخص است، ولی به علت اینکه در کتاب یک هلندی با نام ساموئل آمپزینگ در سال ۱۶۸۲ از او نام برده شده ما او را به اندازه کافی می‌شناسیم.

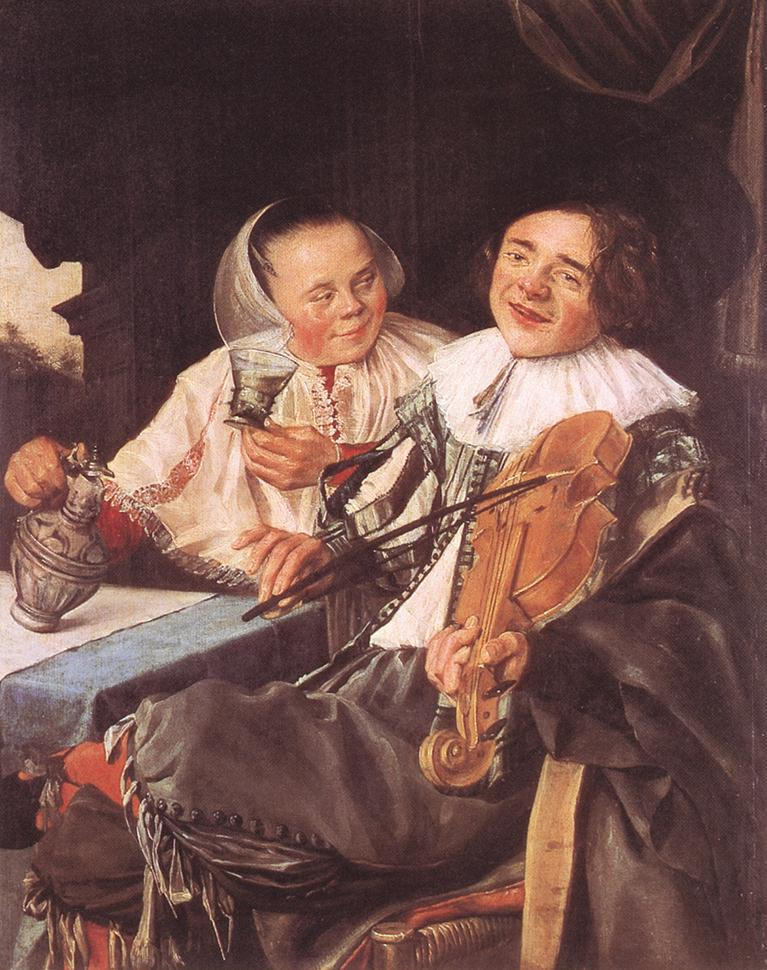
زن و شوهر خوشحال توسط لایستر ۱۶۳۰ (لوور)

برخی از گمانه زنی‌ها وجود دارد که لایستر در اثر ورشکستگی پدرش و نیاز به پول برای خانواده به کار خود در نقاشی ادامه داد. ممکن است نقاش را از فرانس پیتزز دگروبر بکه در سال‌های ۱۶۲۰ آموزشگاه معروفی را در هارلم اداره می‌کرد، یادگرفته باشد.در طول این مدت خانواده اش به استان اوترخت نقل مکان کرد و ممکن است در آنجا در تماس با کاراواجیست‌ها بوده باشد.
اولین کار شناخته شده اش را، در سال ۱۶۲۹، چهار سال قبل از ورود به انجمن هنرمندان، کشید. از سال ۱۶۳۳ عضو اتحادیه هارلم از سنت لوک بود. بحث در مورد اینکه اولین زن در اتحادیه چه کسی بود وجود دارد، برخی از منابع می‌گوید که لایستر در سال ۱۶۳۳ و دیگران گفته بودند که سارا ون باالبرگن در سال ۱۶۳۱ اولین نفر بود. ممکن است ده‌ها نفر از دیگر هنرمندان زن به عضویت انجمن صنفی سنت لوک در طول قرن ۱۷ پذیرفته شده باشند. با این حال، اسامی هیچ‌کدام از آن‌ها در فهرست انجمن ثبت نشده‌است زیرا (در این زمان هنر زنان فقط شامل گلدوزی، نقاشی سفال، فلز و چوب در صنایع شناخته شده بودند) یا به عنوان ادامه کار شوهرانشان شامل می‌شد.
در عرض دو سال از ورود او به انجمن، لایستر سه کارآموز مرد گرفته بود. سوابق نشان می‌دهد که لایستر از فرانانس هالس به خاطر اینکه بدون اجازه او یکی از شاگردانش را پذیرفته بود شکایت کرده‌است. مادر دانش آموز چهار گیلدر به او خسارت پرداخت کرد که تنها نیمی از مبلغی بود که لایستر درخواست کرده بود. البته خود لایستر هم به علت عدم ثبت شاگردش در انجمن جریمه شد.
در سال ۱۶۳۶، لایستر با جان مینسل مولانیر ازدواج کرد، یک هنرمند پرکارتر که در زمینه‌های مشابه کار می‌کرد. به امید چشم‌انداز درآمد بهتر، آن‌ها به آمستردام نقل مکان کردند، مکانی که یازده سال پیش از بازگشت به هارلم آنجا زندگی کردند. در هیم استیده آن‌ها یک استودیو مشترک در یک خانه کوچک واقع گرینندال پارک امروزی تأسیس کردند. لایستر و مولانیر پنج فرزند داشتند، که تنها دو نفر از آن‌ها تا بزرگسالی زنده ماندند.
اکثر آثار تاریخی لایستر بین سال‌های ۱۶۲۹ تا ۱۶۳۵ است، دوران بزرگسالی او قبل از اینکه ازدواج کرده و دارای فرزند شود. چند قطعه شناخته شده توسط او پس از ۱۶۳۵ نقاشی شده‌است: دو تصویر از یک کتاب که در مورد گل لاله، در سال ۱۶۴۳، یک پرتره در سال ۱۶۵۲، و سبک زندگی در سال ۱۶۵۴ است، که اخیراً در یک مجموعه خصوصی کشف شده‌است. لایستر ممکن است با همسرش کارهای مشترکی نیز کشیده باشند. او در سال ۱۶۶۰ در سن ۵۰ سالگی فوت کرد.

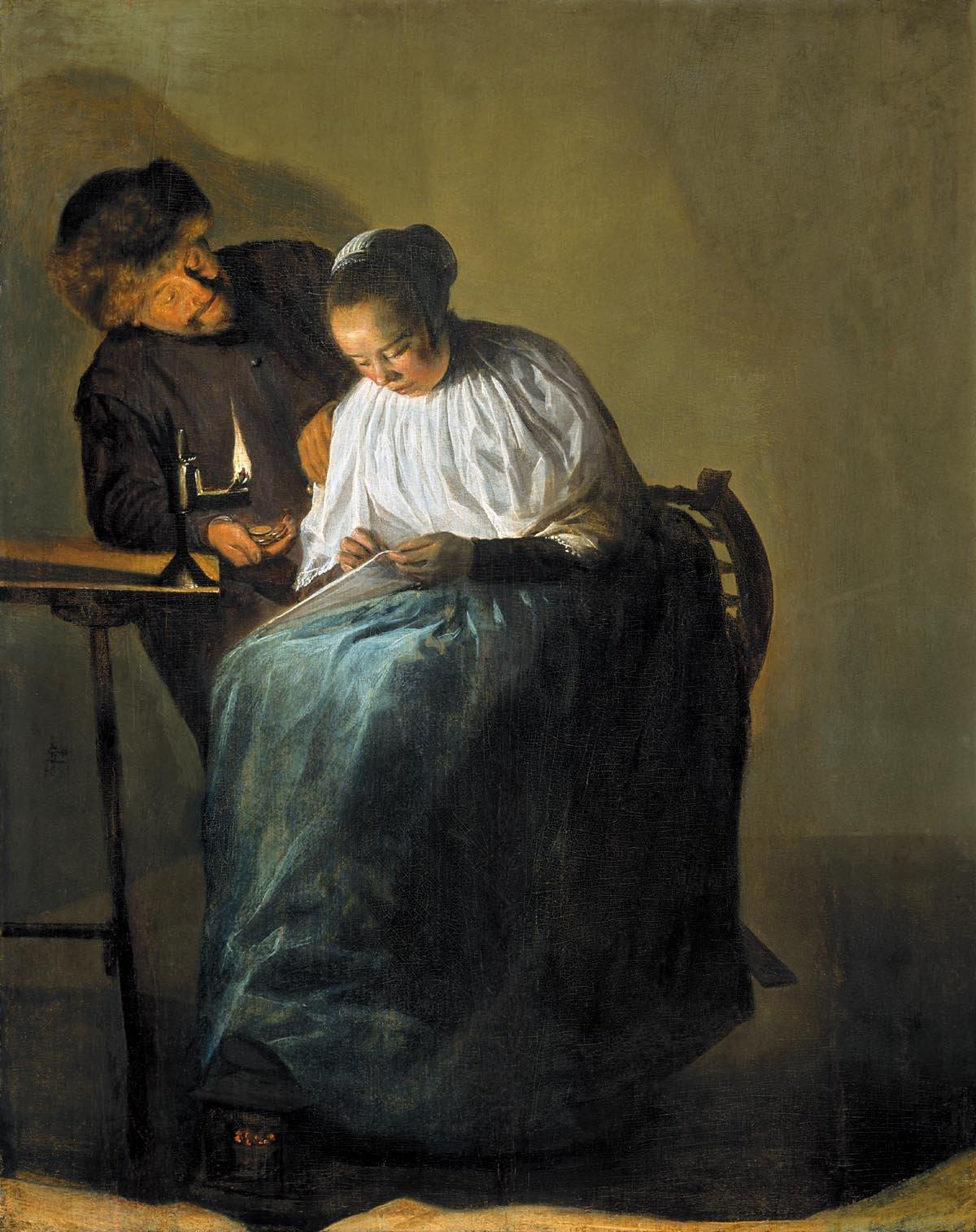
تابلو پیشنهاد

## کارها
لایستر آثارش را به طنز با حروف اول نام خود که در هلندی به معنی ستاره شمالی را هم می‌داد امضا می‌کرد. (بازی با کلمات) (فقط گاهی اوقات او ثبت آثار او با نام کامل او بود)
او در صحنه‌های پرتره، که به‌طور معمول، یک تا سه چهره، در برابر یک پس زمینه ساده نشان داده شده‌است تخصص داشت. بسیاری از آن‌ها بچه‌ها هستند و مردان در حال خوردن نوشیدنی. او در نشان دادن صحنه‌های داخل خانه هم تخصص داشت. این صحنه‌ها از زنان در خانه، که اغلب با شمع یا لامپ، است. تابلوی پیشنهاد یک نوع غیرمعمول از این صحنه‌ها است، به گفته برخی این تصویری است برای نشان دادن دخترانی که پیشرفت‌های ناخوشایند به دست می‌آورند، همان‌طور که در زیر عنوان نشان می‌دهد، یک تصویر یک فاحشه است. البته این گفته مورد تأیید همه نیست.
بخش عمده کارهای او به مانند معاصرانش نظیر شوهرش مولینر، برادران فرانتس و دیرک هالس و یان استین بود. ژانر نقاشی‌های او به‌طور معمول از میخانه‌ها و صحنه‌های سرگرمی از طبقه متوسط هلند است. او چند پرتره واقعی را نیز نقاشی کرد و تنها نقاشی تاریخی او، داوود با سر جالوت است که با سبک معمول او متفاوت است.

## لایستر و فرانس هالس
اگر چه لایستر و کارهایش در زمان حیاتش شناخته شده و مورد احترام معاصرانش بود اما پس از مرگ تا حد زیادی فراموش شدند. کشف مجدد او در سال ۱۸۹۳ و زمانی اتفاق افتاد که مشخص شد یک نقاشی که برای یک قرن تصور می‌شد از کارهای فرانس هالس است در واقع از کارهای لایستر بوده‌است.
سردرگمی (یا شاید فریب)، به زمان حیات لایستر بازمی‌گردد. در سال ۱۶۰۰ اتحادیه سنت لوک یکی از کارهای لایستر با نام، صبحانه شاد، را به عنوان یکی از کارهای با ارزش هالس به فردی از لندن به نام ورتیمر فروخت. ورتیمر نقاشی را به یک شرکت انگلیسی به مبلغ ۴۵۰۰ پوند فروخت. این شرکت به نوبه خود نقاشی را به عنوان اثر «هال» به «بارون اشلیچینگ» در پاریس فروخت.
در سال ۱۸۹۳ موزه لوور متوجه شد که امضای هانس زیر اثر جعلی است. زمان کشیده شدن امضا جعلی مشخص نیست. زمانی که جعلی بودن اثر مشخص شد بارون اشلیچینگ با شکایت از شرکت انگلیسی سعی در لغو خرید و استرداد مبلغ خود را داشت. به هر صورت پروند در دادگاه با شاکیان موافقت شد با مبلغ ۳۵۰۰ پوند اثر نزد خریدار باقی بماند؛ و مشخص شد کار دیگری نیز در بروکسل متعلق به لایستر است.
در سال ۱۸۹۳ کورنلیس هافستد د گرووت نخستین مقاله را دربارهٔ لایستر نوشت. مورخان هنر از آن زمان او را به عنوان یک مقلد یا پیرو هال رد کردند، اگر چه این نگرش در چند سال اخیر تا حدودی تغییر کرده‌است.
به غیر از دعوی قضایی که در بالا ذکر شد، ماهیت رابطه حرفه‌ای لایستر با فرانس هالز نامشخص است؛ ممکن است شاگردش بوده یا یک همکار دوستانه باشد. او ممکن است در اوایل دهه ۶۰ میلادی در تعمید دختر ماریا هالس شاهد بوده باشد. بعضی از مورخان ادعا می‌کنند که هالس یا برادرش دیرک ممکن است معلم لایستر بوده‌اند، به خاطر شباهت کارهایشان.

## مجموعه‌های عمومی
موزه‌هایی که دارای آثار جودیت لایستر هستند عبارتند از: موزه ملی آمستردام; موزه مائریتشویس، لاهه؛ موزه فرانس هالس، هارلم؛ موزه لوور؛ گالری ملی لندن و گالری ملی هنر آمریکا، واشینگتن دی سی

## نگارخانه

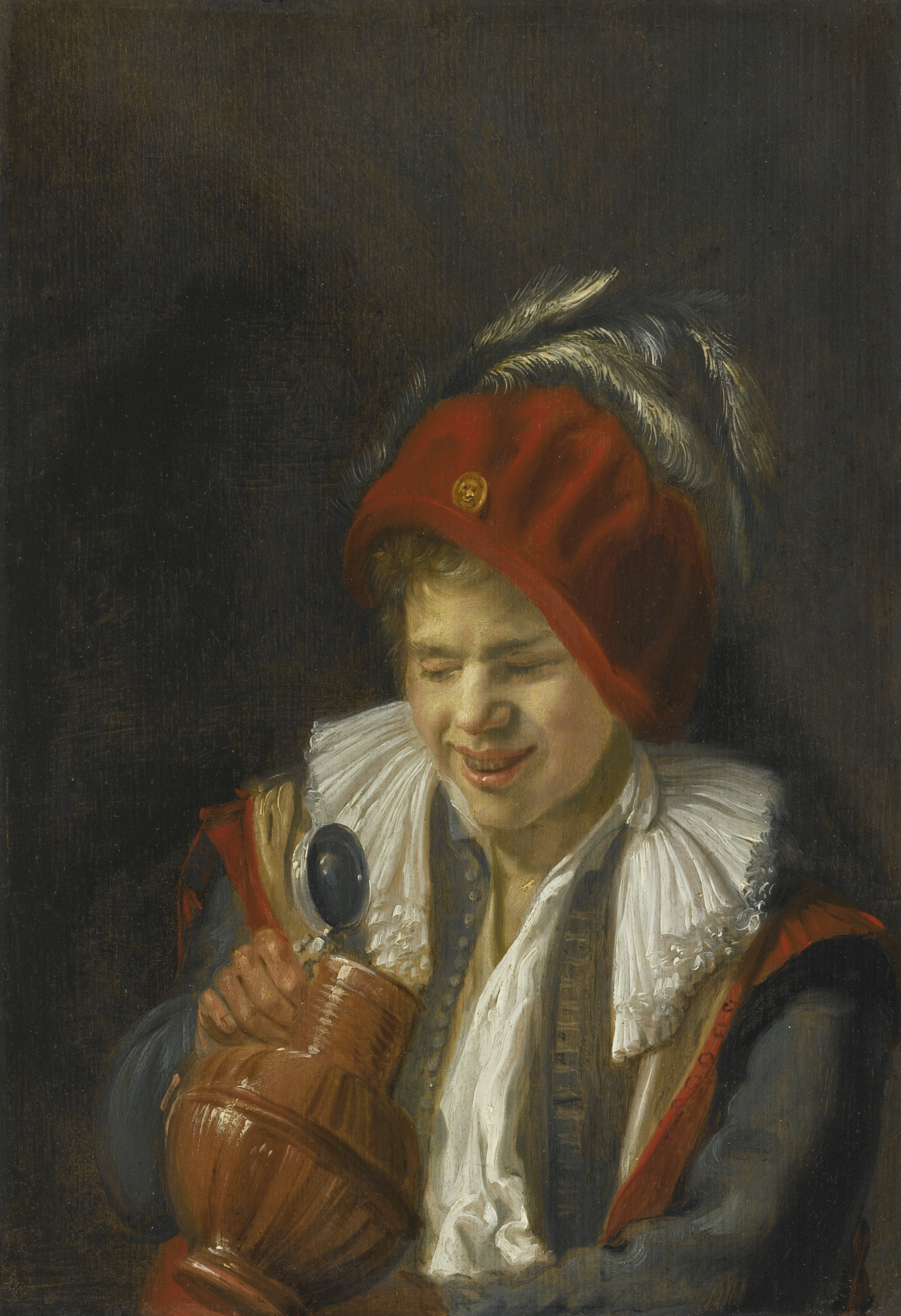
Kannekijker (A Youth with a Jug) 1633
Portrait of a Man
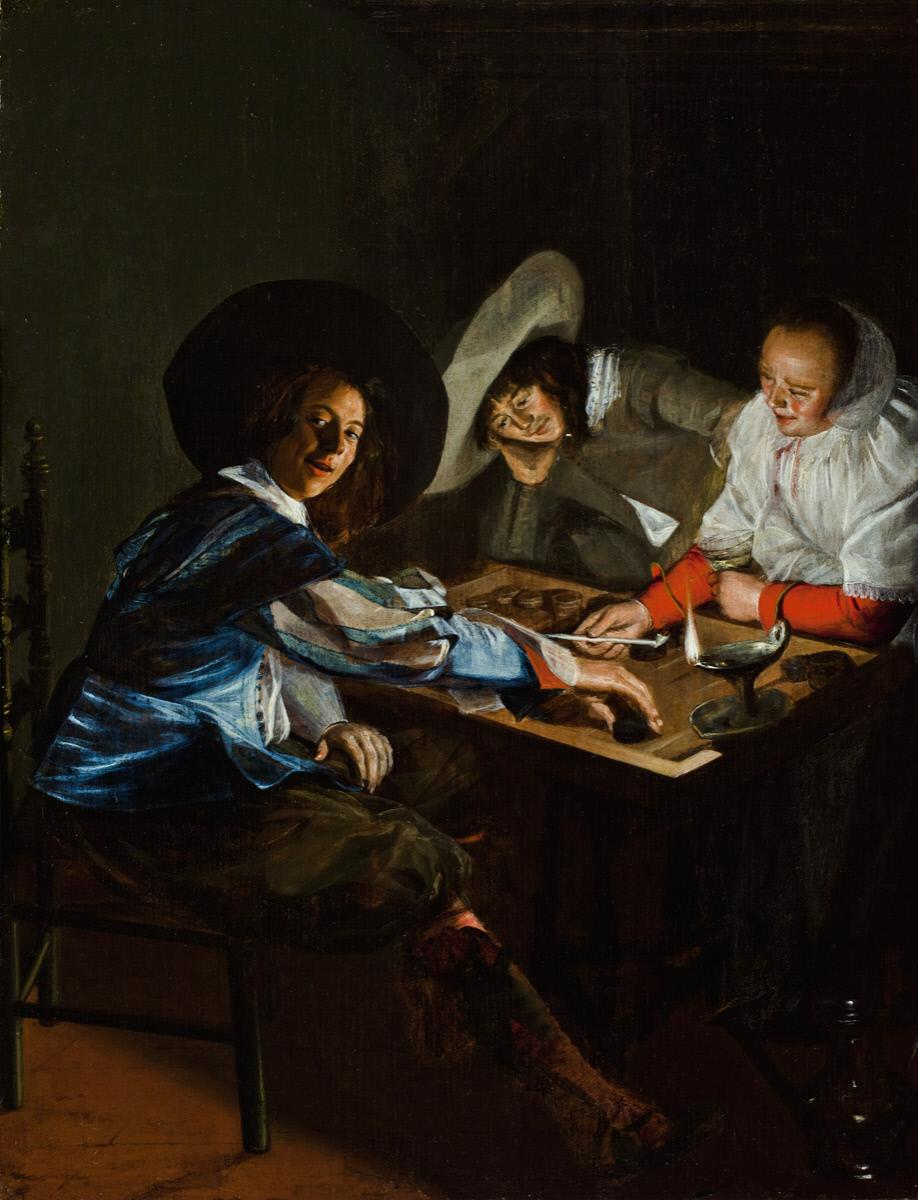
A Game of Tric Trac
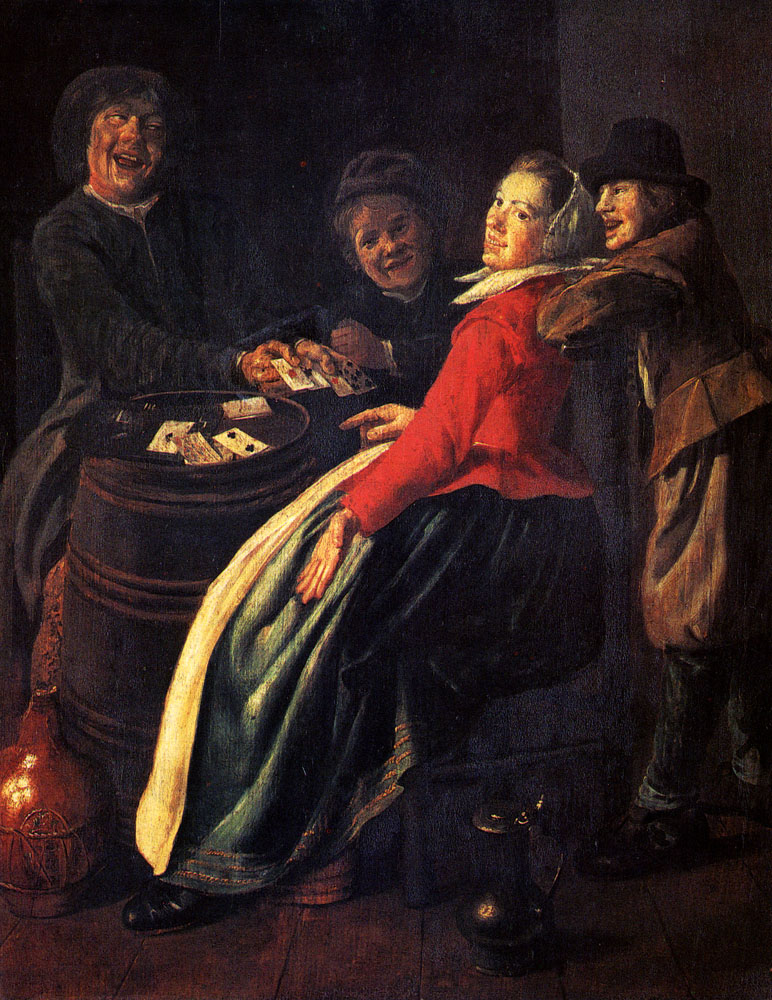
A Game Of Cards
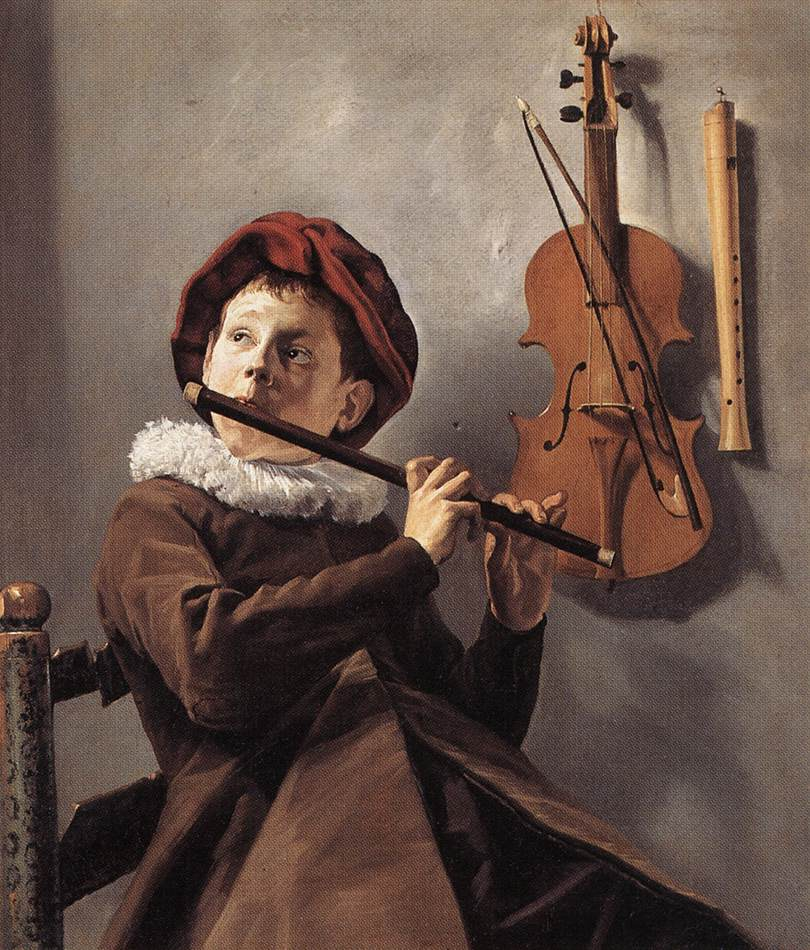
Young Flute Player
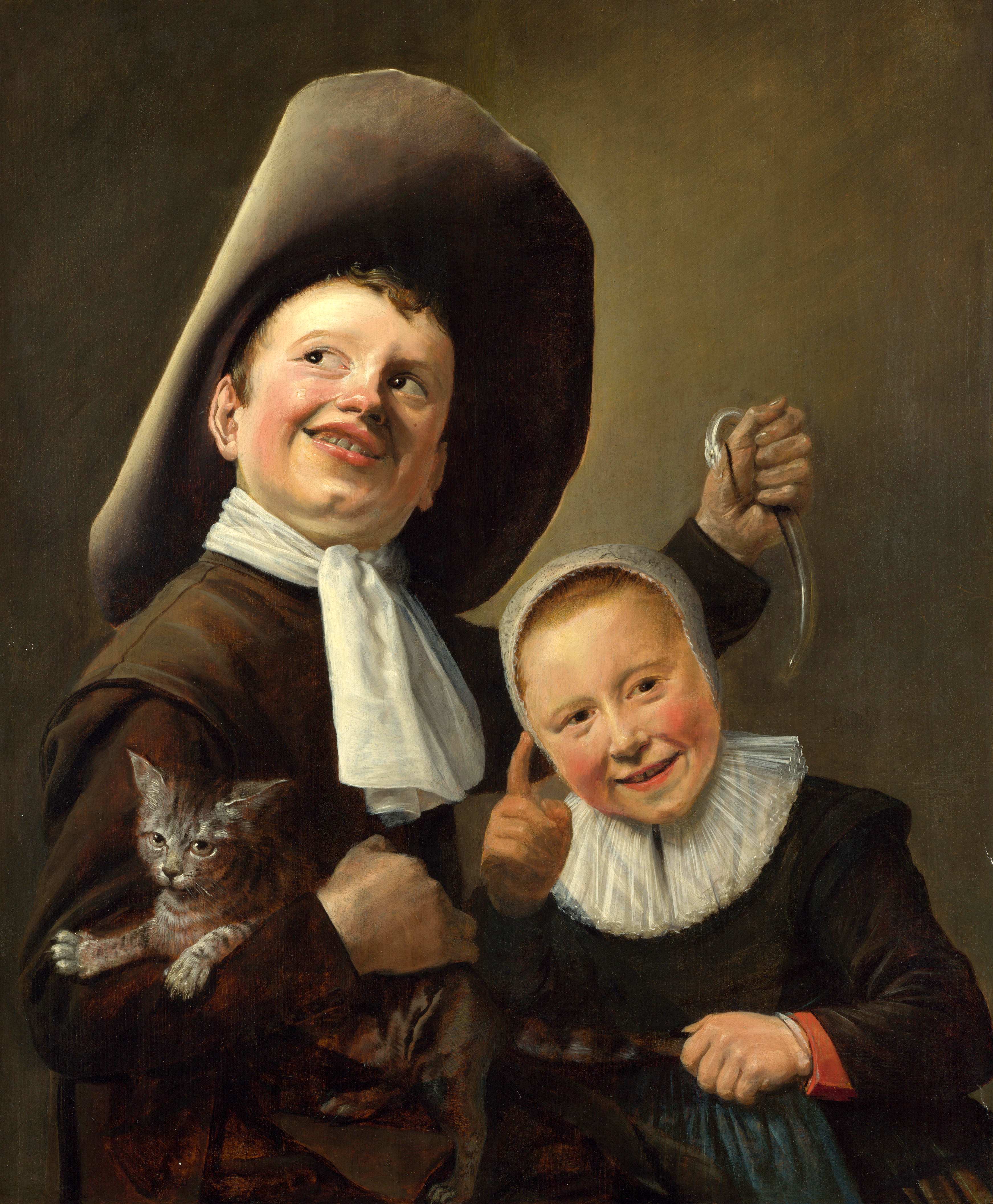
A Boy and a Girl with a Cat and an Eel
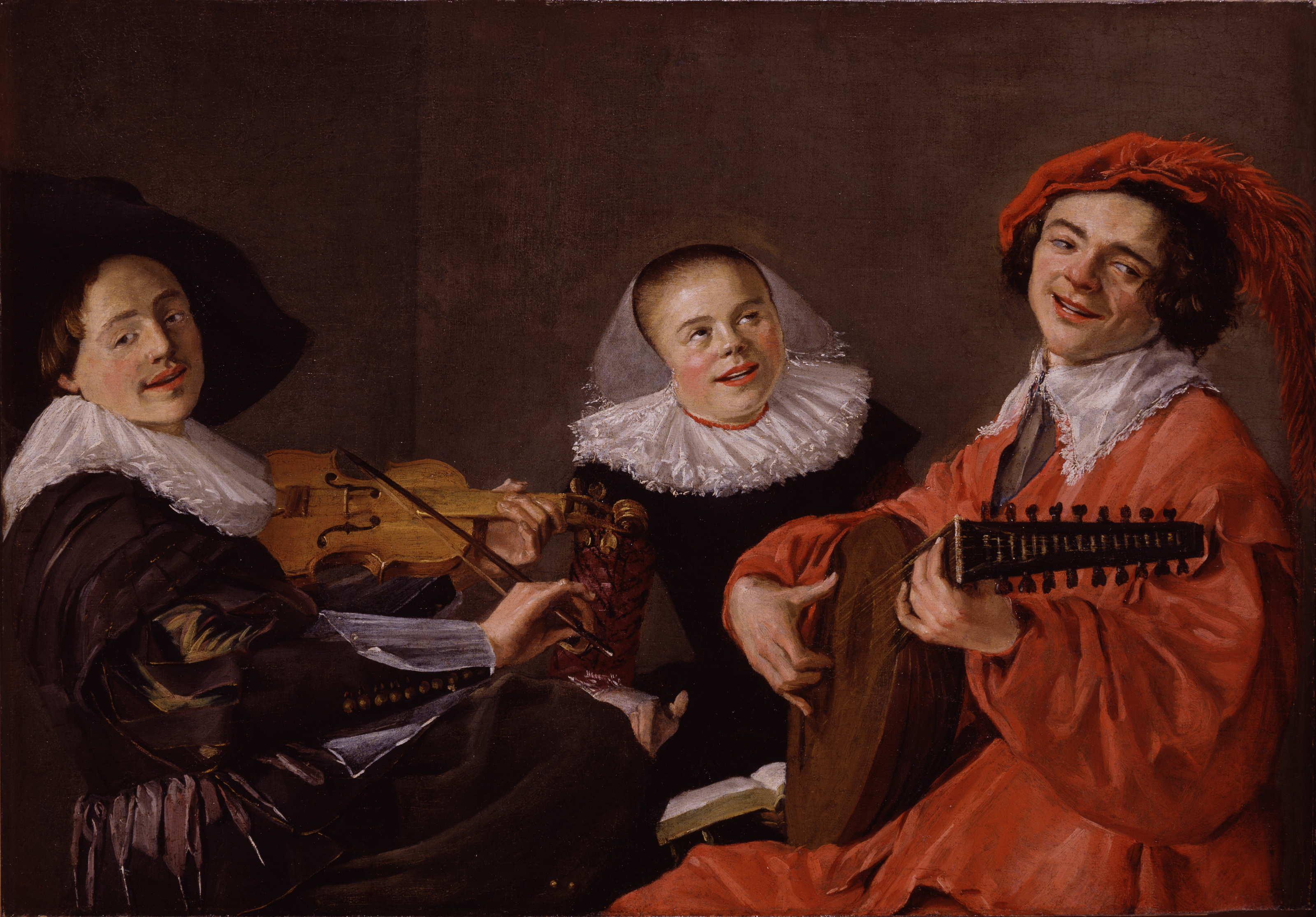
The Concert 1631–33
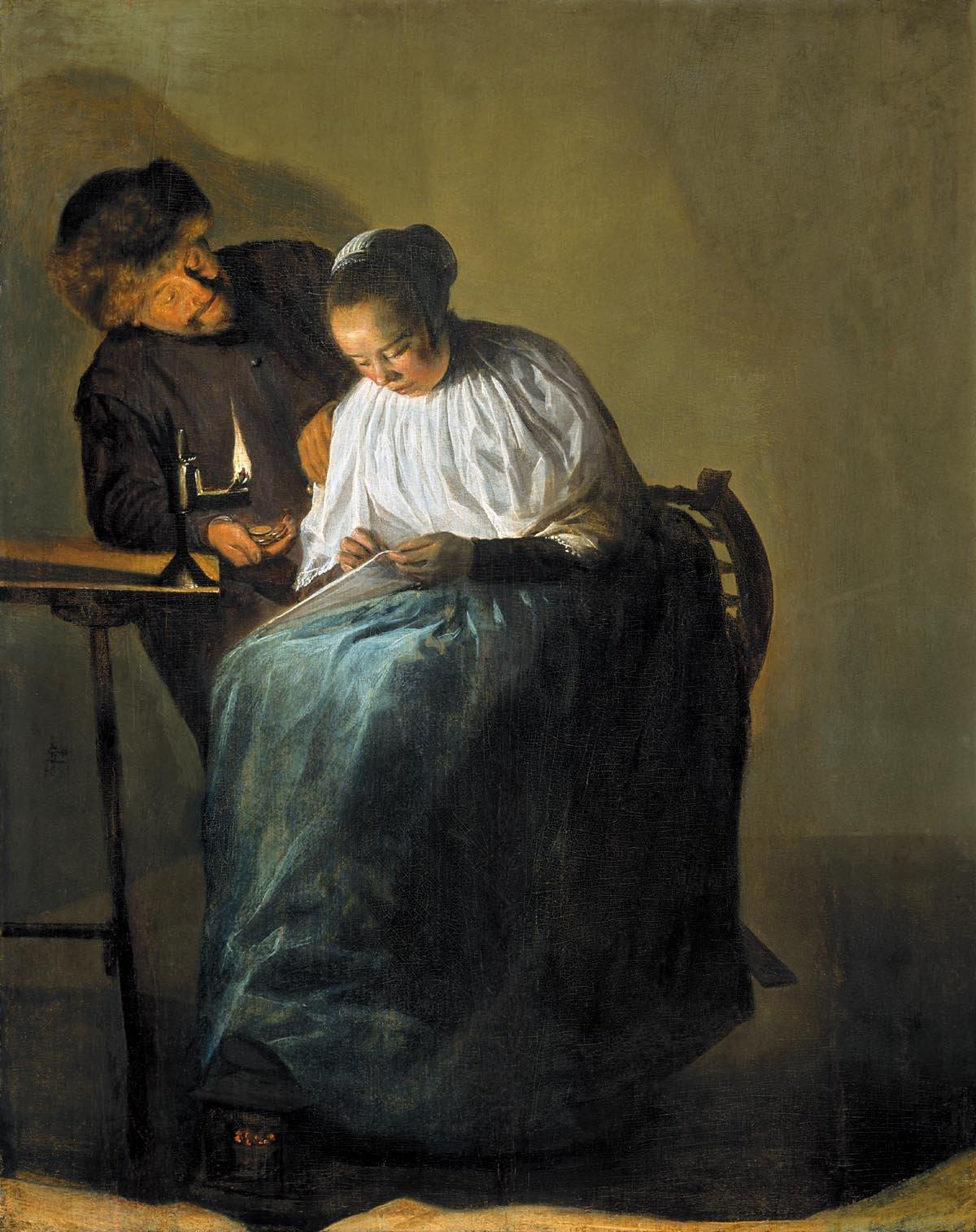
The Proposition 1631
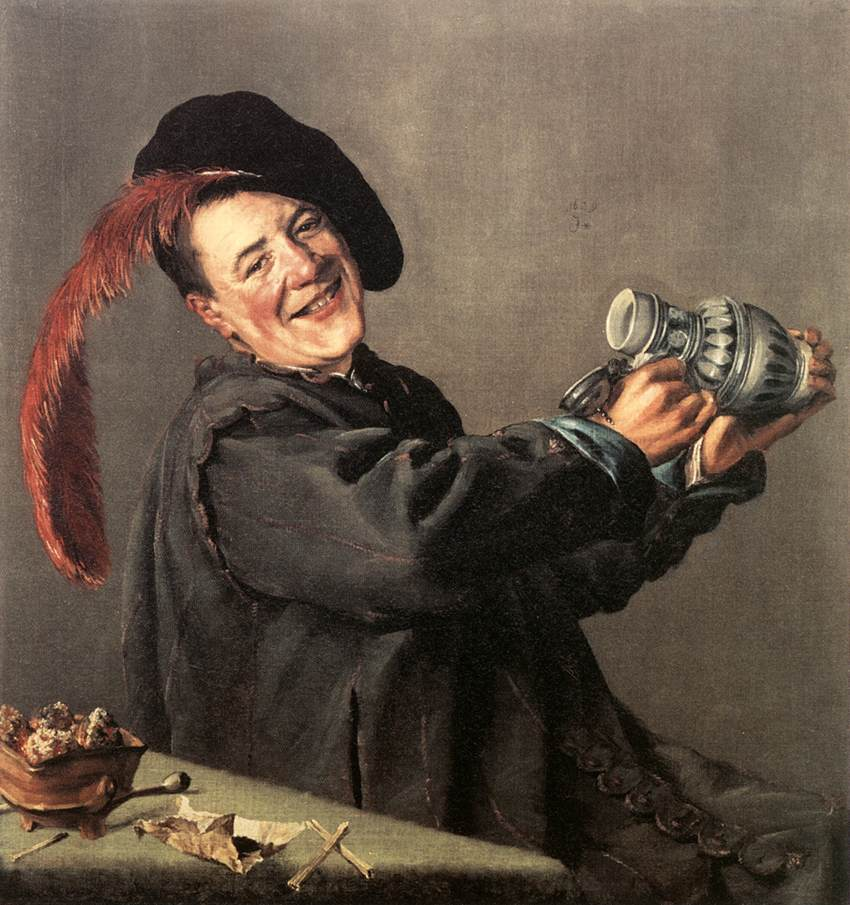
Jolly Toper 1629
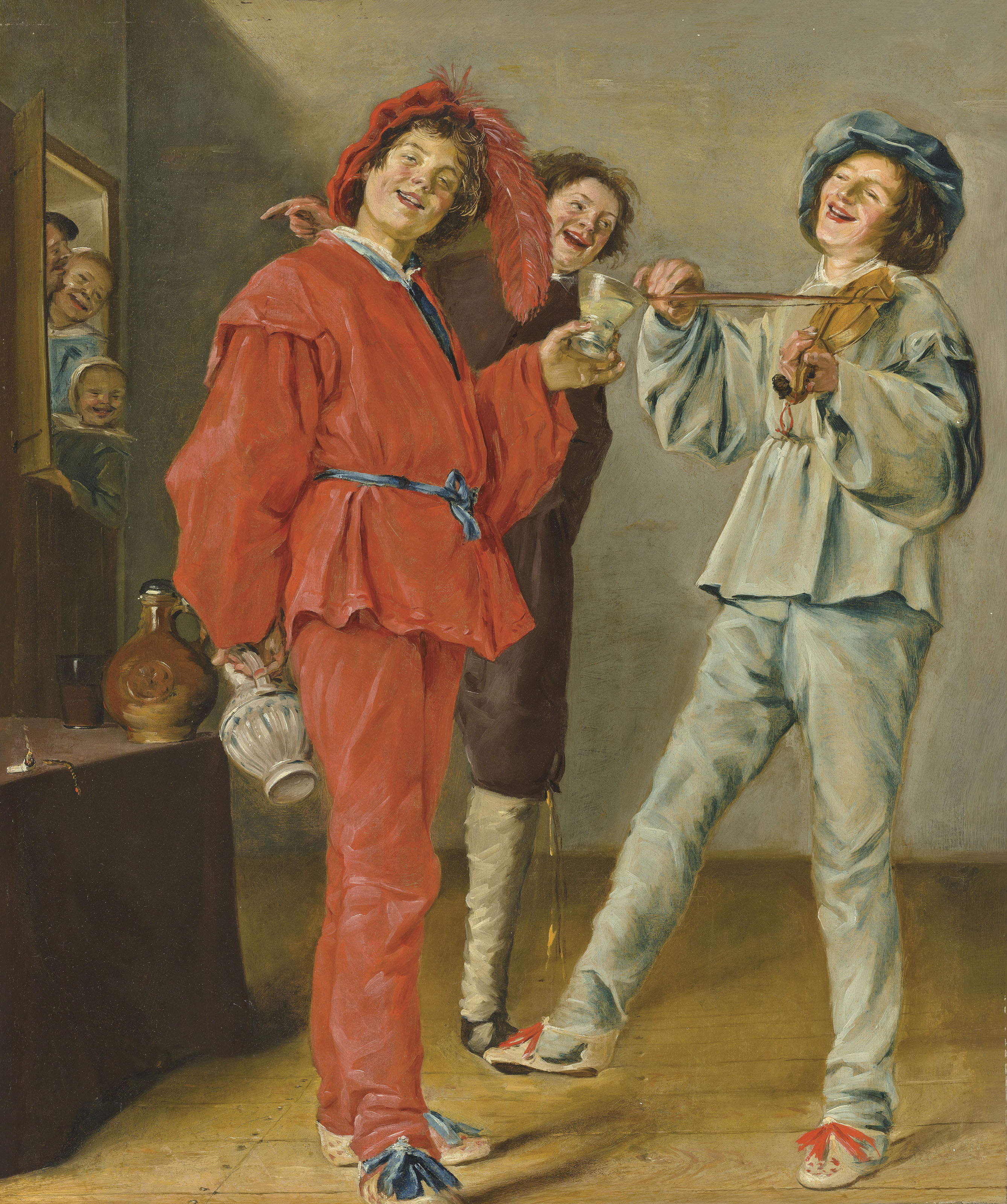
Merry Trio(between 1629 and 1631
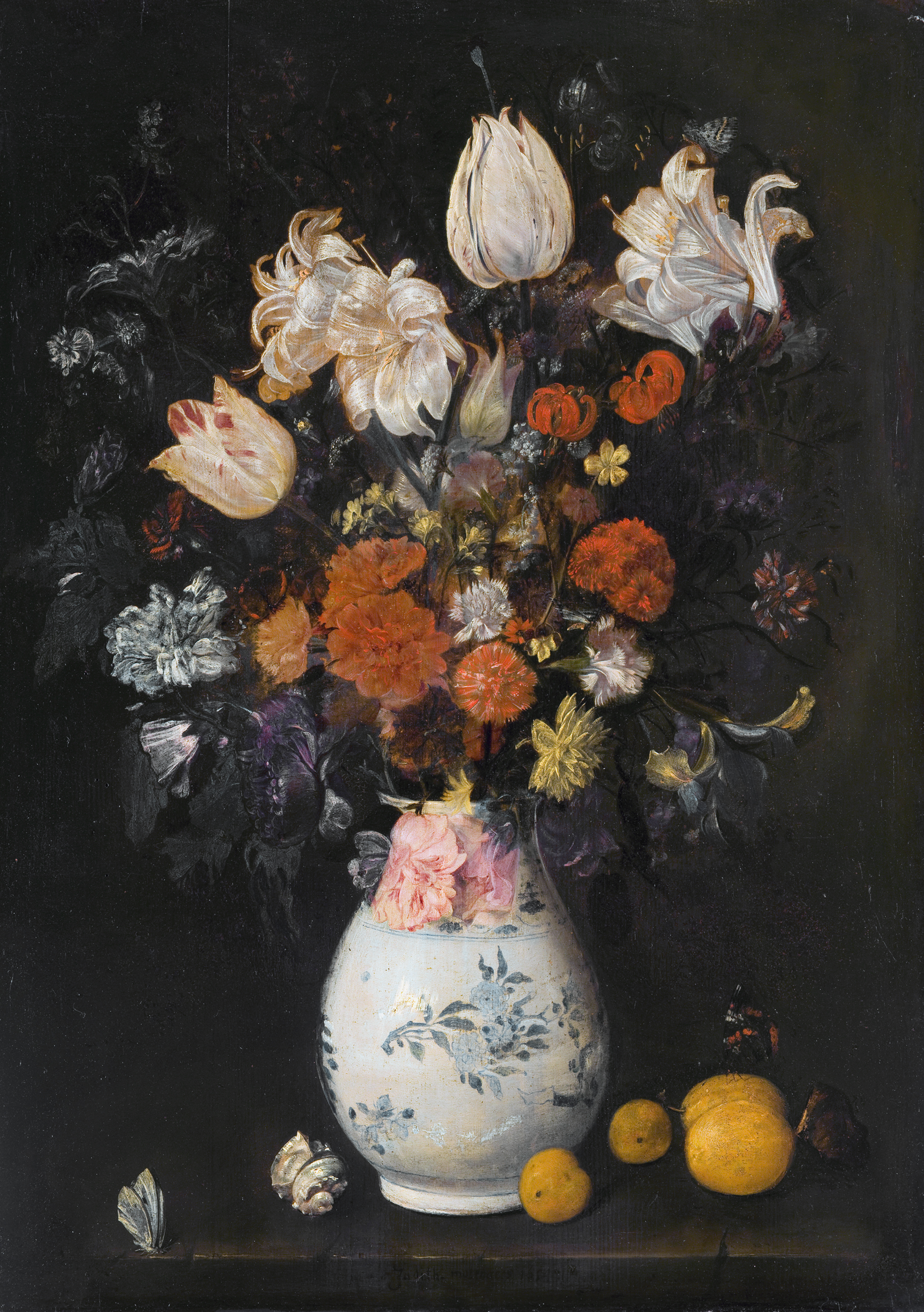
Blompotje (Flowers in a Vase) 1654
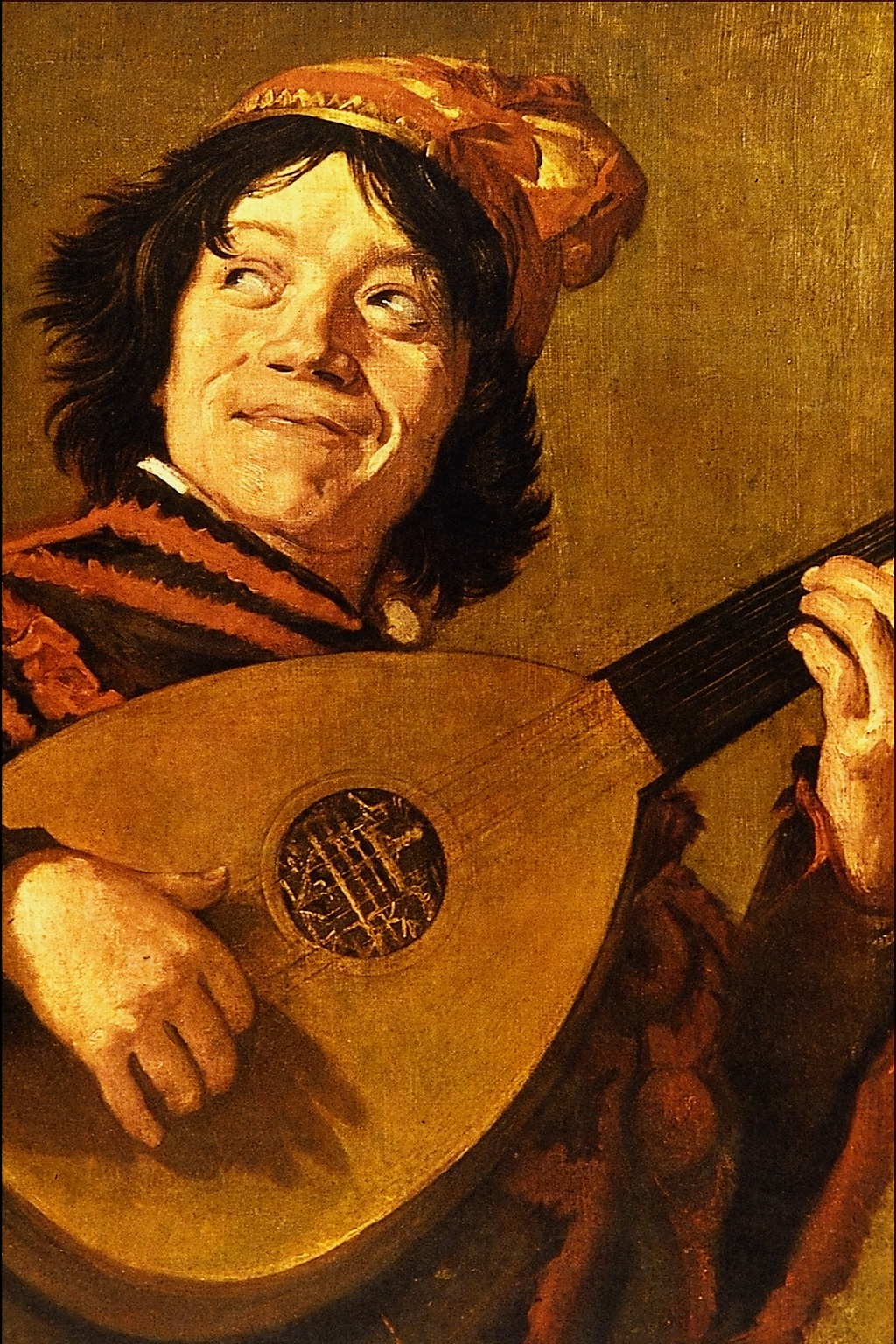
The Jester, after Frans Hals